# 巴爾哈特勤
巴爾哈特勤(?-680年)，阿富汗吐火羅斯坦突厥沙希王朝奠基人，由665年統治至680年。
他的生平只出現在穆斯林史家比魯尼和中國的紀錄中，巴爾哈這個名字出現在西元665年左右阿拉伯人佔領喀布爾後的來源中，阿拉伯人的征服削弱了尼扎克匈人王朝。在那之後，突厥沙希王國在已經統治扎布里斯坦的巴爾哈特勤的領導下，控制了喀布里斯坦。
後來巴爾哈特勤反擊，奪回阿拉霍西亞至坎大哈的失地。
從西元680年開始，巴爾哈的兒子乌散特勤洒成為突厥沙希王朝的統治者。巴爾哈還有另一個兒子扎布里，他在扎布利斯坦建立了扎布里王朝。